# Woodcote
Woodcote is een civil parish in het bestuurlijke gebied South Oxfordshire, in het Engelse graafschap Oxfordshire met 2604 inwoners.